# Mogrus sinaicus
Mogrus sinaicus är en spindelart som beskrevs av Prószynski 2000. Mogrus sinaicus ingår i släktet Mogrus och familjen hoppspindlar. Inga underarter finns listade i Catalogue of Life.